# Аманітора
Аманітора — цариця (кандаке) Куша, яка правила з Мерое в середині першого століття разом зі своїм сином Натакамані. Їхнє правління добре засвідчене й видається часом процвітання.

## Життєпис
Походження достеменно невідоме. Ймовірно, була донькою або іншою родичкою Навідемак. Правила разом зі своїм сином Натакамані (раніше припускалося, що він був її чоловіком), з яким зображена поруч у храмах Амона в Напаті й Мерое, храмі Апедемака в Нагу. Лише Натакамані мав повноцінний титул правителя, але вони зображалися як рівні співправителі. Немає підтверджень, що вони правили одне без одного.
ЇЇ царський палац був у Джебель-Баркалі у сучасному Судані. Правила територією між Нілом і Атбарою.
Три принци підтверджені під час їхнього правління: Аріканкарер, Арікакатані та Шеракарар, родинні зв'язки між ними та співправителями невідомі.
Правління Аманітора було нетривалим, можливо, вона зреклася влади на користь сина. У 70 році відправила кінноту на допомогу Титу Флавію Веспасіану під час придушення юдейського повстання.
Аманітора була серед останніх великих будівельників в Куші. Вона була залучена у відновлення великого храму Амону в Мерое та храму Амону в Напаті, коли його зруйнували римляни. Також під час її правління в Мерое були побудовані резервуари для зберігання води. Також двоє правителів побудували храми Амону в Назі та Амарі. 

Кількість будівель, завершених у середині першого століття, свідчить, що це був час найбільшого процвітання в мероїтській історії. Понад 200 нубійських пірамід було збудовано, більшість розграбовані в античний час.
Аніматора похована в піраміді № 1 у Мерое. Будівля має розмір лише приблизно 6×6 м, і це не зовсім піраміда, а дві мастаби, побудовані одна на одній. Її ім'я знайдене в поховальній камері. Наступником став Шеракарар.

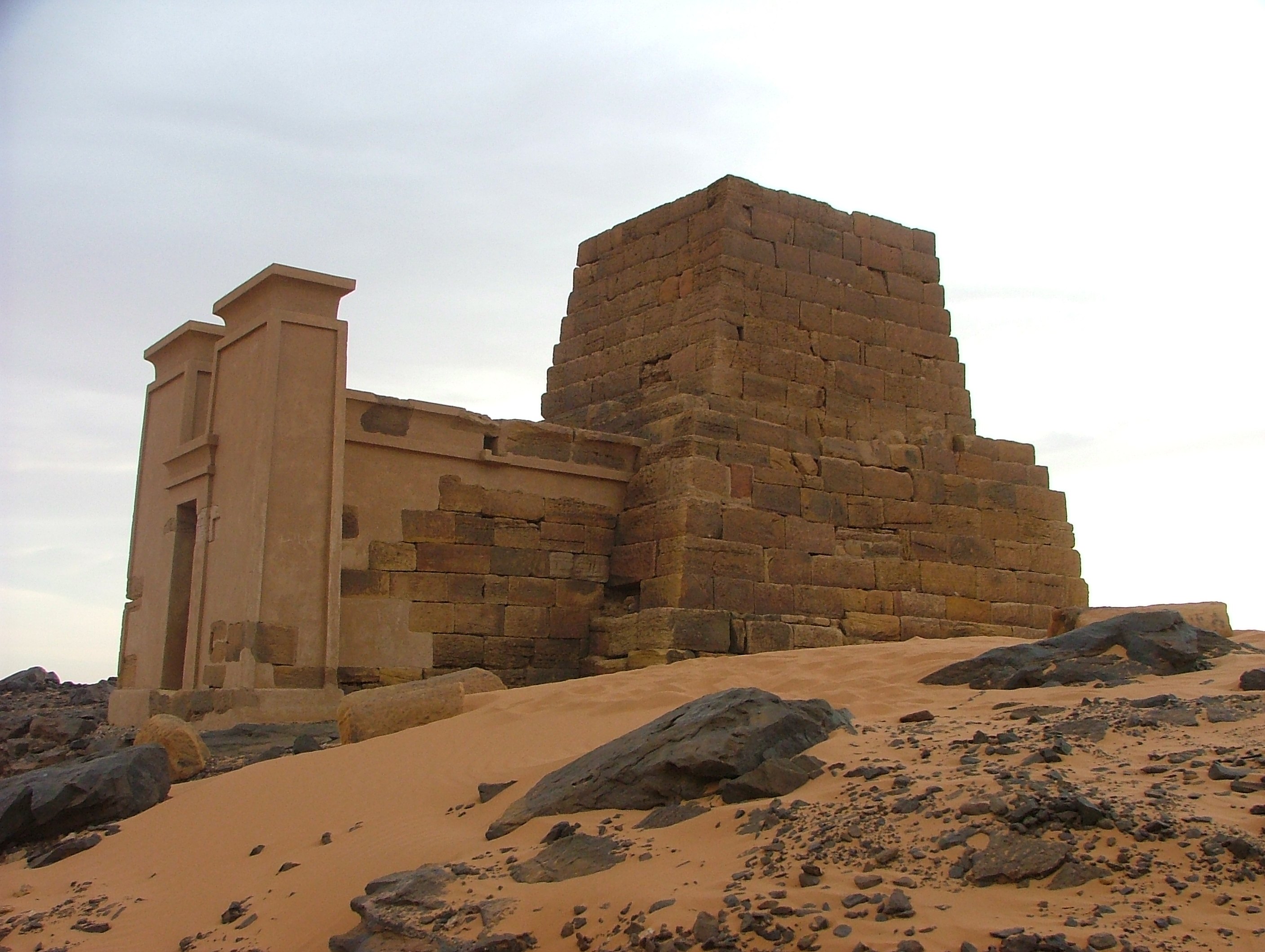
Піраміда Аманітори
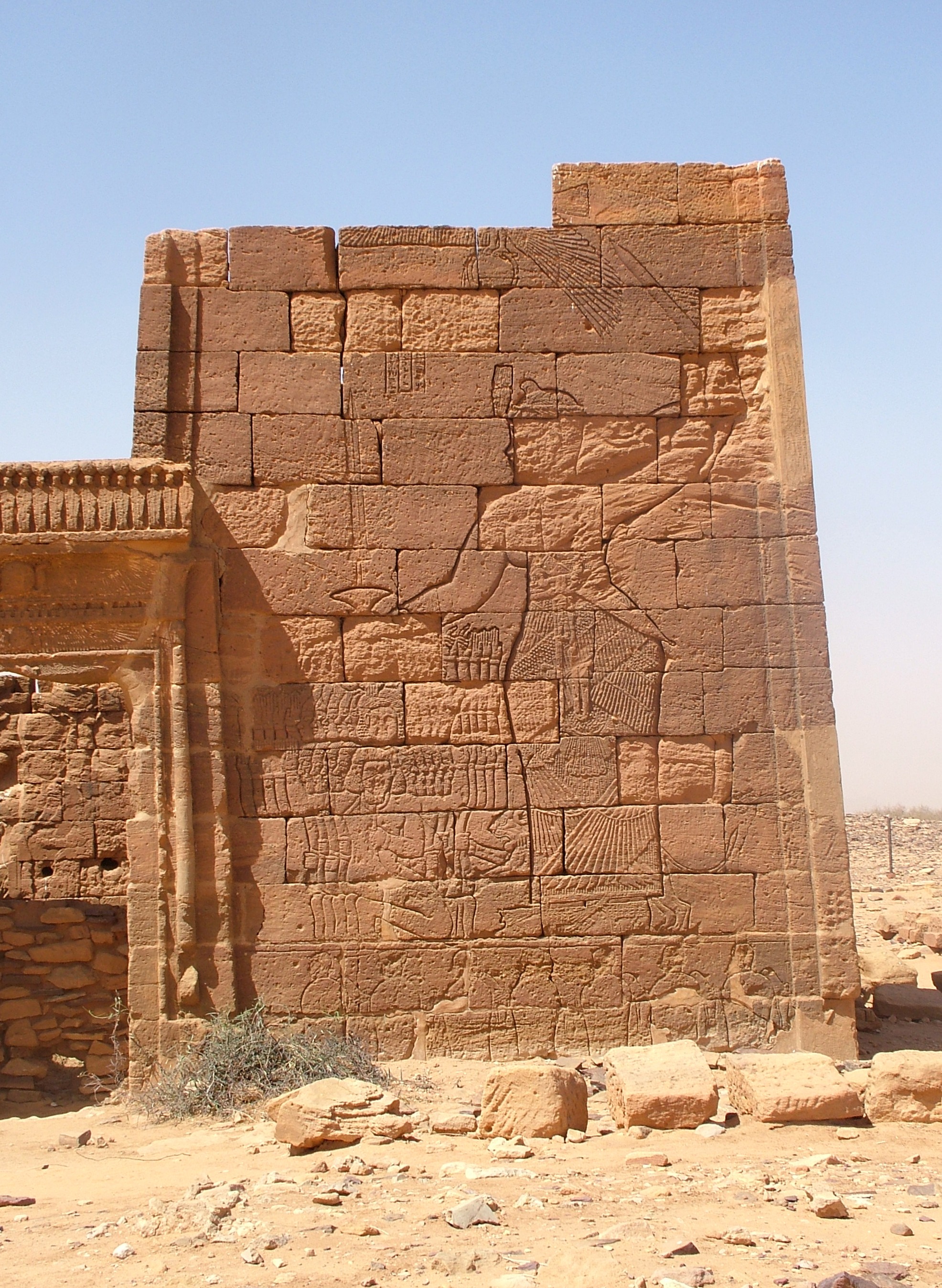
Аманітора знищує ворогів
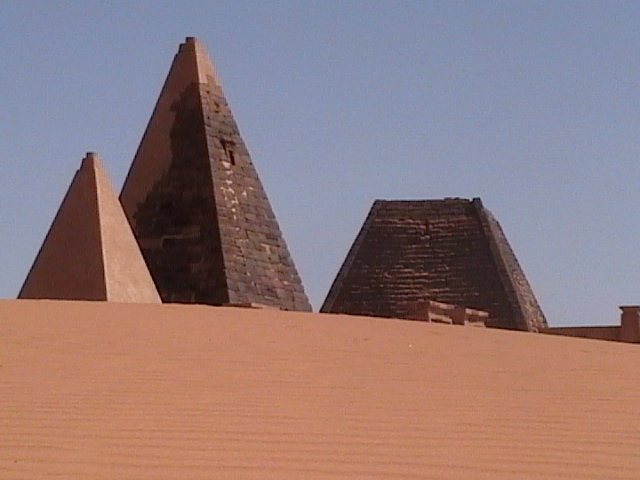
Нубійські піраміди